# Новогречановка
Новогреча́новка (каз. Новогречанов) — село у складі Тайиншинського району Північноказахстанської області Казахстану. Входить до складу Зеленогайського сільського округу, раніше було у складі ліквідованої Новодворовської сільської ради.
Населення — 382 особи (2021; 598 у 2009, 792 у 1999, 1414 у 1989).
Національний склад станом на 1989 рік:
- німці — 50 %
- поляки — 37 %.